# 因吉亚
因吉亚（发音[ǐndʑija]），塞尔维亚北部城市，总人口25,988（2011年），总面积384 km²。
因吉亚市镇包含因吉亚镇及周边地区，总人口47,204。